# Uvaria pulchra
Uvaria pulchra este o specie de plante angiosperme din genul Uvaria, familia Annonaceae, descrisă de Jean Laurent Prosper Louis și Raymond Boutique. Conform Catalogue of Life specia Uvaria pulchra nu are subspecii cunoscute.